# Plankton, Aerosol, Cloud, ocean Ecosystem

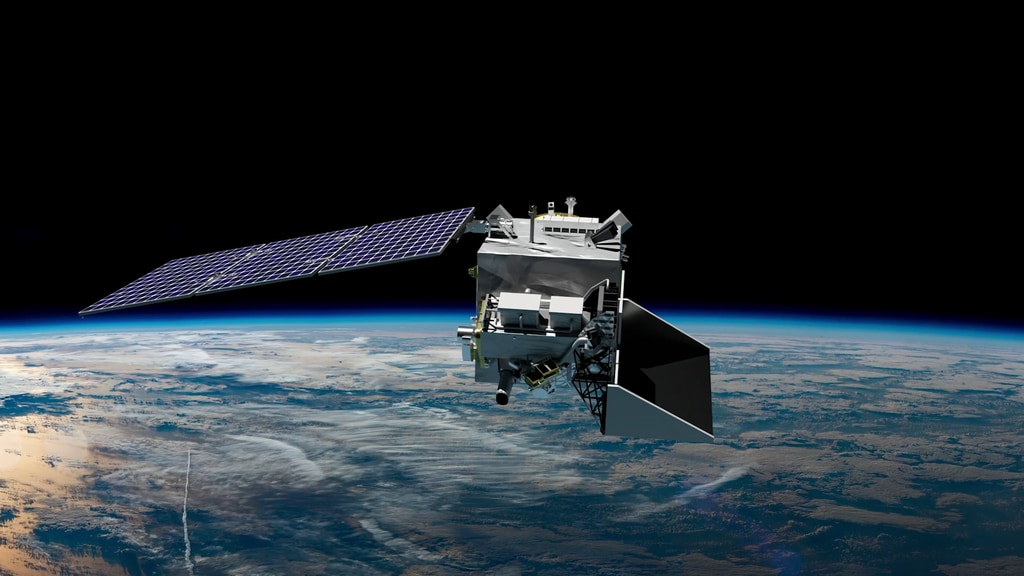
Zeichnung von PACE in der Umlaufbahn der Erde

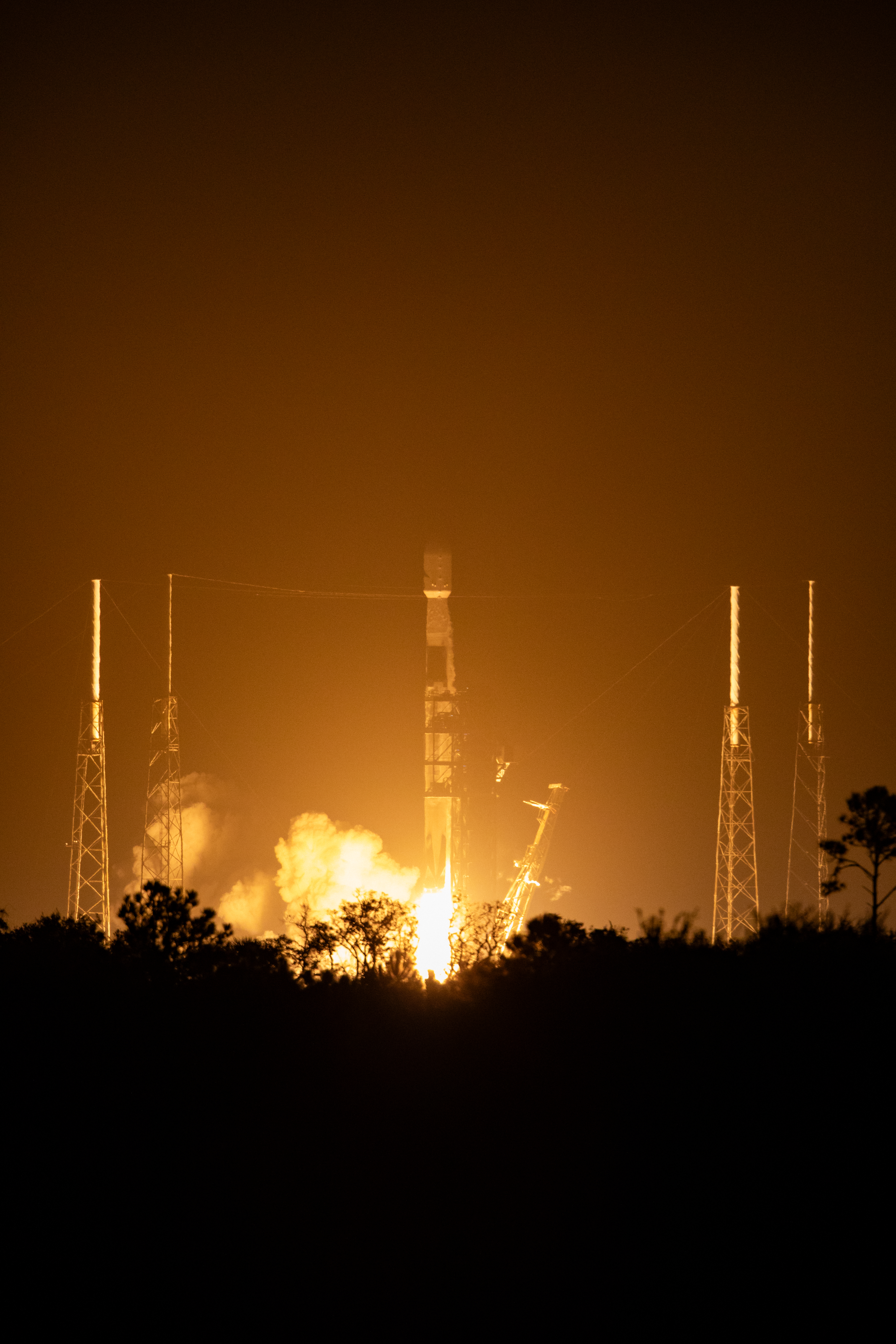
Start von PACE mit einer Falcon 9

Plankton, Aerosol, Cloud, ocean Ecosystem (PACE) ist ein Erdbeobachtungssatellit der NASA, der den Kohlenstoffdioxidaustausch von Ozean und Atmosphäre sowie das Wachstum von Phytoplankton untersuchen soll. Die Mission soll außerdem die systematische Aufzeichnung wichtiger atmosphärischer Variablen im Zusammenhang mit der Luftqualität und dem Klima der Erde fortsetzen. Die gewonnenen Erkenntnisse sollen in Bereichen des Ressourcenmanagements, der Analyse von Auswirkungen von Katastrophen und für ökologische Vorhersagen genutzt werden sowie einen Beitrag zur Verbesserung der menschlichen Gesundheit und Luftqualität liefern.
Dazu werden drei Instrumente, bestehend aus einem Spektrometer und zwei Polarimetern, auf dem Satelliten eingesetzt. Der Satellit und das Primärinstrument wurden vom Goddard Space Flight Center gebaut, während die Spektrometer unabhängig von der NASA entwickelt wurden. Der Satellit wird die Erde in einer sonnensynchronen Polarbahn umkreisen.
Die Mission ist nach mehreren Versuchen der Regierung, sie aus dem Budget zu streichen, am 8. Februar 2024 gestartet. Insgesamt belaufen sich die Kosten der Mission, inklusive Reserven, auf 964 Mio. US-Dollar.

## Geschichte
Eine Missionsstudie unter dem Namen Pre-Aerosol, Cloud, and ocean Ecosystem wurde im März 2015 von der NASA bei der Space Science Week des Committee on Earth Science and Applications from Space vorgestellt und offiziell zugelassen. Im Jahr 2016 wurde das Budget zur Verfügung gestellt. Während der Regierungszeit von Donald Trump wurde in jedem Jahr von 2018 bis 2021 vorgeschlagen, PACE zu streichen. Jedes Mal wurde dies vom Kongress abgelehnt und die Mission weiter finanziert.
Im Februar 2020 gab die NASA bekannt, dass der Start des Satelliten mit einer Falcon 9 von SpaceX erfolgen soll. Dazu wurde ein Vertrag im Volumen von 80 Millionen US-Dollar mit dem Raumfahrtunternehmen abgeschlossen. Das Versagen mehrerer Teile des Instruments HARP2 bei einem Test im Jahr 2022 und die Covid-19-Pandemie führten, neben weiteren Problemen, zu dem Aufschub der Mission.
Nachdem man zuerst den 6. Februar 2024 als Starttermin angepeilt hatte, wurde die Mission aufgrund von starken Winden am Boden zunächst auf den 7. und dann auf den 8. Februar verschoben.

## Ziel
Zum einen soll PACE Phytoplankton an der Meeresoberfläche untersuchen. Dieses bringt sowohl Vorteile, wie beispielsweise die Bindung von Kohlenstoffdioxid und dessen Einbringung in die Nahrungskette im Meer als auch Nachteile, wie die Störung von Lebensräumen und Krankheitserscheinungen beim Verzehr. Die Entwicklung von Phytoplankton soll daher von PACE dokumentiert werden. Insbesondere soll PACE dazu beitragen, die Fischerei besser zu überwachen, schädliche Algenblüten zu erkennen und Veränderungen der Ozeane zu beobachten.
Weiterhin dient PACE der Untersuchung von Aerosolen, die durch natürliche und menschliche Ursachen in die Atmosphäre gelangen. Diese können Sonnenlicht absorbieren, was zur Erwärmung der Atmosphäre beiträgt, oder es reflektieren, was das Gegenteil bewirkt. Die Auswirkung der Aerosole auf die globale Erwärmung ist ein weiteres Forschungsziel des Satelliten. Dafür soll PACE Art, Größe und Häufigkeit der Partikel sowie den Einfluss auf Wolkenbildung analysieren.

## Instrumente

### OCI
Das Ocean Color Instrument (OCI) ist das primäre Messgerät des Satelliten. Es ist ein optisches Spektrometer, das die Eigenschaften von Licht im elektromagnetischen Spektrum misst. Dies wird genutzt, um die Farbe des Ozeans zu dokumentieren und somit das Vorkommen von Phytoplankton zu bestimmen. OCI verfügt über ein rotierendes Teleskop, Wärmestrahler und Gerätschaften zur Ausrichtung nach der Sonne. Weiterhin werden ein Gitterspektrometer für Ultraviolett- bis Nahinfrarotstrahlung und ein filterbasiertes Spektrometer für nahinfrarote bis kurzwellige Strahlung.
Das Konzept von OCI basiert auf mehreren bereits getesteten Instrumenten, wie beispielsweise dem Coastal Zone Color Scanner oder dem Sea-viewing Wide Field-of-view Sensor. Es soll etwa 272 kg wiegen und 237 Watt verbrauchen. Gebaut wird das Instrument vom Goddard Space Flight Center.

### SPEXone
Das Spectro-Polarimeter for Planetary Exploration (SPEXone) ist ein Polarimeter, das die Intensität und die lineare Polarisation des Sonnenlichts, das von der Erdatmosphäre, Landmassen und Ozeanen reflektiert wird, misst. Außerdem soll das Instrument die Aerosole in der Atmosphäre charakterisieren. Zum einen besitzt SPEXone über ein Teleskop mit drei Spiegeln, das Licht aus einem Winkel von 0°, ±20° und ±50° sammeln kann. Dazu kommen die sogenannten Polarization Modulation Optics, die die Informationen zur Polarisation kodiert und an ein Gitterspektrometer weitergibt.
Das Instrument wiegt weniger als 15 kg und soll etwa 20 Watt verbrauchen. SPEXone wurde von einem Konsortium aus dem Netherlands Institute for Space Research und Airbus Defence and Space Netherlands entwickelt. Das Projekt wird von der Nederlandse Organisatie voor Wetenschappelijk Onderzoek unterstützt.

### HARP2
Das Hyper-Angular Rainbow Polarimeter #2 (HARP2) ist ein Weitwinkelpolarimeter, das zur Messung von Aerosolen und Eigenschaften von Wolken sowie Land- und Wasseroberflächen dient. Mithilfe der Auswertung von vier Spektralbändern und drei Winkeln linearer Polarisation soll HARP2 Größenverteilung, Menge, Brechungsindizes und Partikelform der Aerosole bestimmen.
Vorgänger des Instruments sind AirHARP sowie HARP, dessen aktuelle Version über dieselben Instrumente wie HARP2 verfügt. Das Gewicht von HARP2 beträgt 9,6 kg, während es ungefähr 11,5 Watt verbraucht. Entwickelt und gebaut wird das Instrument von dem Earth and Space Institute der University of Maryland, Baltimore County.